# Viola kermesina
Viola kermesina är en violväxtart som beskrevs av Wilhelm Becker. Viola kermesina ingår i släktet violer, och familjen violväxter. Inga underarter finns listade i Catalogue of Life.